# Варнавский, Сергей Валерьевич
Сергей Валерьевич Варнавский (17 февраля 1960, Усть-Каменогорск, Казахская ССР, СССР) — советский хоккеист, нападающий, трёхкратный вице-чемпион СССР, чемпион Словении (1992).

## Биография
Воспитанник усть-каменогорского хоккея. В 1978 году участвовал в чемпионате Европы среди юниоров, на котором в 5 играх набрал 2+1 очко.
С 1981 года играл в ХК «Спартак» (Москва). В семи сезонах провел 259 игр, набрав 69+41 очко.
В 1988—1990 годах снова играл в «Торпедо». В 66 играх в первой лиге Варнавский набрал 31+21 очка.
В середине сезона 1989/90 переехал в Электросталь. Заканчивал игровую карьеру в Польше и Словении. В последний год стал чемпионом Словении в составе «Акрони Есенице», под руководством Владимира Крикунова. В этом сезоне Варнавский сыграл 28 игр, набрав 18+14 очков.
В настоящее время[когда?] занимается детским хоккеем в Калининграде.

## Достижения
- Серебряный призёр чемпионатов СССР — 1982, 1983, 1984.
- Бронзовый призёр чемпионата СССР — 1986.
- Обладатель Кубка Шпенглера — 1985.
- Финалист Кубка Шпенглера — 1982.
- Чемпион Словении — 1992.